# 아소쿠주 국립공원

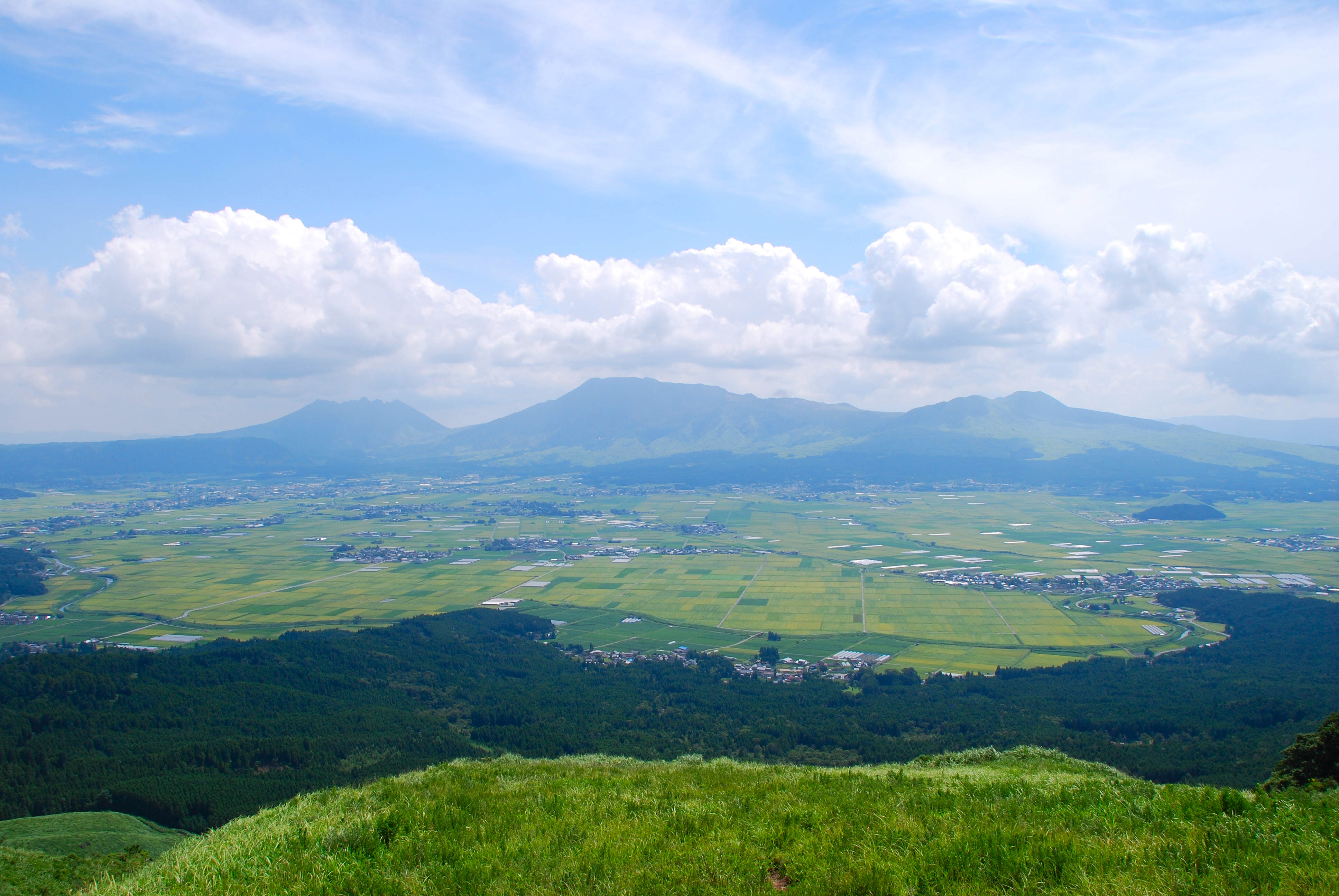
아소 칼데라

아소쿠주 국립공원(일본어: 阿蘇くじゅう国立公園)은 일본 구마모토현과 오이타현에 걸치는 규슈 중앙부에 위치하는 국립공원이다. 총 면적은 726.78km2이다. 1934년 12월 4일, 아칸 국립공원, 닛코 국립공원, 주부 산악 국립공원, 다이세쓰 산 국립공원과 함께 지정되었다. 예전의 이름은 아소 국립공원(阿蘇国立公園)이었으나 1986년 9월 10일에 현재의 이름으로 바뀌었다.

## 같이 보기
- 일본의 국립공원